# 欧州防衛共同体
欧州防衛共同体（おうしゅうぼうえいきょうどうたい、European Defence Community, EDC, 以下 EDC）は、1950年にフランスの首相ルネ・プレヴァンが提唱した、汎ヨーロッパ防衛軍を組織する構想である。本項では、発効しなかった欧州防衛共同体条約（EDC 条約）についても述べる。
第二次世界大戦の記憶がまだ癒えない当時、アメリカ合衆国とフランスとの間では、アメリカが進める西ドイツの再軍備をめぐり対立が生じていた。EDC は、東側諸国との衝突の際には西欧諸国が共同して組織する汎ヨーロッパ防衛軍が対処するという構想であり、ドイツの再軍備や NATO 加盟を阻止する対案としてフランスの首相ルネ・プレヴァンにより提唱されたものである。EDC 条約には、西ドイツ、フランス、イタリア、およびベネルクス諸国が加盟する計画だった。これらの各国は1952年5月27日に EDC を具体化する EDC 条約に調印したが、この条約が発効することはなかった。
仮に EDC 条約が発効していれば、各国家ごとに区分された部隊をもつ、超国家的な汎ヨーロッパ防衛軍が創設されるはずであった。この汎ヨーロッパ防衛軍は特徴的な指揮権が想定されていた。つまり、汎ヨーロッパ防衛軍のうちの西ドイツの部隊が EDC の指揮を受けるのに対し、他国（フランス、イタリア、ベルギー、オランダ、およびルクセンブルク）の部隊は出身各国政府の指揮を受ける、というものであった。これはドイツ軍国主義復活への恐れを取り除く措置であり、西ドイツが軍事力を保有したとしても西ドイツ政府には指揮させないことを目的としていた。なお、条約には規定を欠いていたものの、西ドイツ軍の拒否があった場合には西ドイツ政府がその軍隊の指揮を執ることが合意されていた。また、汎ヨーロッパ防衛軍は共通の予算、武器、制度を持つこととされており、その結果、各国部隊のための軍需物資の調達は集中して行われることになっていた。
この構想が破綻したのは、フランスが議会（フランス国民議会）における批准に失敗したことが原因である。フランスの独自路線を重視するド・ゴール主義者たちは次のような懸念を抱いた。つまり、ゴーリストは、EDC 条約がフランスの主権や憲法に基づくフランス共和国の不可分性を侵すものであり、かえって EDC が西ドイツの再軍備を促しかねない、と懸念した。1954年8月30日、EDC 条約の批准法案は国民議会（下院）にまわされたが、ゴーリストたちの反対により 264 対 319 で否決された。
上記各懸念とともに問題となったのは、1950年にプレヴァンが出したオリジナルの案（プレヴァン・プラン）と1954年に議会に回された案との間の相違点だった。1954年の法案ではプレヴァン・プランに比べ、部隊統合案が大隊レベルから師団レベルに拡大されていたばかりか、さらに指揮系統にも変更が加えられ、汎ヨーロッパ防衛軍の作戦責任者にはNATO最高司令官が当たることにもなっていた。そこでEDC条約に対する悪評をなだめるため、時のフランス首相マンデス＝フランスは、追加議定書を他の条約加盟国に批准させようとした。この議定書は援護部隊のみの統合や、その部隊展開をドイツ国内のみとすること、そして予算や管理などの事情に関しては各国ごとの権利行使を大幅に認めることなどを含んでいた。つまり、この追加議定書は、フランスにとって有利であるものの、EDC の構想自体を骨抜きにする内容を含むものであった。
イギリスは、基本的には EDC に賛成していたものの、その賛成は、超国家的組織の側面がより削減されれば加盟するという条件付きのものであった。アメリカは EDC の成立自体に消極的だった。
フランス国民議会での EDC 条約の批准失敗後、フランスは西ドイツの再軍備を承認した。これを受けて1955年にはドイツ連邦軍が誕生した。これ以後も欧州共同体の加盟諸国は超国家連合形成に取り組んだ。例えば、シャルル・ド・ゴールの提案による、外交政策の共同化を進める政治的国家連合を作るフーシェ・プランの実現が模索された。なお、このフーシェ・プランは、伝統的に欧州懐疑主義的・反大西洋主義的な性格の強いオランダの拒否権行使により葬り去られた。
ヨーロッパの外交政策の統一は、三度目の試みとなる1970年の欧州政治協力 (European Political Cooperation, EPC) によってようやく確立した。これは欧州連合の共通外交・安全保障政策 (Common Foreign and Security Policy, CFSP) の前身である。
現在、EDC が担うはずだった欧州共同防衛の機能のいくつかが、欧州連合、西欧同盟、NATO によって担われている。しかし、EDC の予定していた超国家軍を創設するまでの試みはまだ行われていない。